# معركة سيرتا
 معركة سيرتا  (بالإنجليزية: Battle of Cirta)‏، هي إحدى معارك الحرب البونيقية الثانية والتي دارت بين قوات الرومان بقيادة سكيبيو الإفريقي وحليف قرطاجنة الرئيسي صيفاقس ملك نوميدي.

## تاريخ

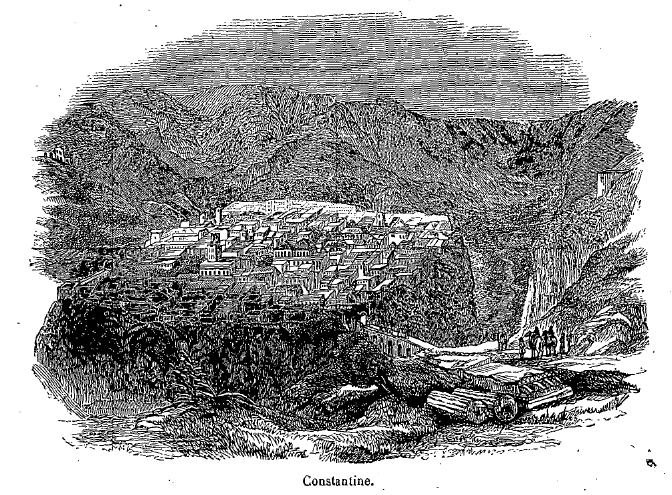
سيرتا عاصمة مملكة نوميديا

بناء على أوامر من سكيبيو، تحرك اثنين من قادته وهما جايوس لايلوس وماسينيسا لمهاجمة صيفاقس في بلدة سيرتا (قسنطينة حالياً)، والتي وفرت له قوات جديدة لمواجهة الرومان في الصحراء. نظم صيفاقس جنوده على الطراز الروماني، أملاً في أن يحقق نجاحاً كنجاحات سكيبيو الإفريقي المستمرة في ساحات المعارك. كان لدى صيفاقس قوة كبيرة بما فيه الكفاية لهزيمة الرومان ولكن جميعهم تقريبا من الجنود حديثي العهد بالعسكرية وغير مدربين.
كان أول الاشتباكات بين سلاحي الفرسان، ورغم أن المعركة في البداية كانت صعبة، إلا أن المشاة الرومان عززوا فرسانهم، فهزموا الخيالة النوميد. رأى صيفاقس انكسار قواته المنهارة، فسعى إلى تحفيز رجاله ليعيدوا تجميع صفوفهم والعودة للقتال باستماتة. وفي محاولة بائسة، ارتجل صيفاقس عن فرسه لحشد قواته، لكنه فشل ووقع في الأسر.
استسلمت مدينة سيرتا بعدما رأوا زعمائهم في أصفادهم، وبذلك ثبّت سكيبيو الإفريقي أقدامه في إفريقية، وبعد عودة حنبعل من إيطاليا في العام التالي، استطاع سكيبيو أن يهزم حنبعل في معركة زاما.